# Gać (Elżbiecin)
Gać – część wsi Elżbiecin w Polsce, położona w województwie świętokrzyskim, w powiecie buskim, w gminie Busko-Zdrój.
W latach 1975–1998 Gać administracyjnie należał do województwa kieleckiego.